# Beschaffungsmarktforschung
Die Beschaffungsmarktforschung ist ein Teilgebiet der Marktforschung, das sich mit den Beschaffungsmärkten für Rohstoffe, Halb- und Fertigerzeugnisse, Vorprodukte und Produktionsmittel beschäftigt.

## Allgemeines
In Anlehnung an Grün ist die Beschaffungsmarktforschung die systematische Ermittlung der Lieferantenstruktur hinsichtlich aller relevanten Merkmale (Produktionsprogramm oder Sortiment, Marktpreise und Konditionen, Menge je Zeiteinheit sowie Know-how). Der Begriff Beschaffungsmarktforschung bezeichnet also die Sammlung und Aufbereitung von Informationen aktueller und potenzieller Beschaffungsmärkte mit dem Ziel, deren Markttransparenz zu erhöhen, um beschaffungsrelevante Entwicklungen zu erkennen.
Für Handelsunternehmen und Verbundgruppen des Handels spielt Beschaffungsmarktforschung wegen der hohen Komplexität ihrer Sortimente und der Dynamik ihrer vier Märkte – Beschaffungsmarkt, Absatzmarkt, Konkurrenzmarkt, interner Markt – eine besondere Rolle innerhalb der Handelsmarktforschung. Neben der Struktur der tatsächlichen und potenziellen Lieferanten muss deren Verhalten systematisch vergleichend, möglichst permanent und psychotaktisch abgesichert ermittelt werden.

## Teilbereiche
Die Beschaffungsmarktforschung lässt sich gliedern in:
- Wertanalyse (Schätzung der Kosten für Objektleistungen),
- Preisanalyse (Vergleich von vorangegangenen zu aktuellen Preisen),
- Kostenanalyse (Zerlegung der Objektkosten in Kostenelemente),
- Make or buy – Analyse (Kosten und Leistungen der externen Anbieter vs. eigenen Kosten und Leistungen),
- Lieferantenanalyse (Ermittlung, Bewertung und Auswahl von Lieferanten) und
- Marktanalyse (Ermittlung der Marktstrukturen und -bewegungen).

## Ziele
Als Ziele der Beschaffungsmarktforschung können genannt werden:
- Schaffung bzw. Verbesserung von Markttransparenz, hinsichtlich der Marktform, des Qualitätsniveaus und des Preis- und Kostenniveaus;
- Versorgung der Entscheidungsträger mit Informationen aus den Beschaffungsmärkten;
- Erkennen der zukünftigen Marktentwicklung;
- Langfristige Sicherstellung einer optimalen Versorgung durch Erweiterung des Beschaffungsradius;
- Erkundung von Möglichkeiten des Exklusiv- oder Vertragsvertriebs oder der Vertragsproduktion von Handelsmarken;
- Grundlage schaffen für optimale Beschaffung;
- Erschließung von neuen Beschaffungsquellen;
- Ermittlung von Substitutionsgütern;
- Unterstützung für die Ableitung von Beschaffungsstrategien;
- Informationsbeschaffung zum Risikomanagement, z. B. für Material-Kosten-Hedging.

Durch die erhöhte Markttransparenz können nun die richtigen Beschaffungsentscheidungen getroffen sowie die Beschaffungsstruktur optimiert werden.

## Informationsquellen
Um die Markttransparenz zu erhöhen, sind Informationen notwendig, die erst beschafft werden müssen. Man unterscheidet hierbei zwischen kontinuierlichen und diskontinuierlichen Beschaffungsmarktforschungsaktionen, wobei kontinuierliche einen permanenten Prozess darstellen (stetige Kontrolle von Mengen-, Preis- und Qualitätsentwicklungen auf den relevanten Märkten), wohingegen diskontinuierliche Maßnahmen hingegen nur aus gegebenem Anlass (beispielsweise bei der Suche nach neuen Lieferanten) durchgeführt werden.
Informationsquellen hierfür können sein:
- Lieferantennachschlagewerke,
- Branchenverbände, Nutzung von Verbänden im Internet,
- Industrie- und Handelskammern,
- Online-Datenbanken,
- Fachzeitschriften,
- Besuch von Messen,
- Facheinkäufertagungen,
- Produktkataloge/Prospekte,
- Betriebsbesichtigungen,
- Einkaufsreisen.

Für eine objektive Beschaffungsmarktforschung ist die Objektivität und Vertrauenswürdigkeit der Informationsquellen unerlässlich. Ebenso müssen die gewonnenen und gesammelten Daten ständig aktualisiert und überprüft werden.

## Funktionen
Die Beschaffungsmarktforschung hat folgende Detailfunktionen:
- Selektionsfunktion: Die gewonnenen Informationen müssen den Anforderungen der sachlichen Relevanz, der Vollständigkeit, der Aktualität und der Wirtschaftlichkeit entsprechen.
- Aufklärungsfunktion: Oberste Priorität hat die Schaffung von Markttransparenz.
- Innovations- und Rationalisierungsfunktion: Beschaffung von Informationen über Tatbestände und Entwicklungen, die innovatives Verhalten fördern und ökonomischen Einsatz der Ressourcen sicherstellen.
- Strukturierungsfunktion: Informationen müssen langfristige Bedeutung haben. (Arnold, 2004)

## Untersuchungsobjekte
Zentrale Untersuchungsobjekte sind
- die zu beschaffenden Einsatzgüter,
- die Angebotsstruktur auf den Beschaffungsmärkten,
- die wirtschaftliche und technische Leistungsfähigkeit aktueller und potenzieller Lieferanten sowie
- der Preis.